# Nhóm ngôn ngữ Yupik
Nhóm ngôn ngữ Yupik là nhóm ngôn ngữ riêng biệt của vài dân tộc Yupik sống ở mạn tây và nam-trung tâm Alaska và đông bắc Siberia. Các ngôn ngữ Yupik khác nhau khó thông hiểu lẫn nhau, mặc dù những người nói một trong các ngôn ngữ có thể hiểu ý tưởng chung về một cuộc trò chuyện của những người nói ngôn ngữ khác. Một trong số đó, tiếng Sirenik, đã biến mất từ năm 1997.
Nhóm ngôn ngữ Yupik thuộc ngữ hệ Eskimo-Aleut. Các ngôn ngữ Aleut và Eskimo phân tách vào khoảng năm 2000 TCN (cùng thời với sự phân tách của ngữ tộc Ấn Độ-Iran); trong phân nhóm Eskimo, các ngôn ngữ Yupik phân tách nhau và từ ngôn ngữ Inuit khoảng năm 1000 Công nguyên.

## Danh sách ngôn ngữ
1. Tiếng Yupik Naukan (còn được viết là Naukanski): được nói bởi khoảng 100 người ở khu vực Lavrentiya, Lorino và Uelen trên Bán đảo Chukotka ở Đông Siberia.
2. Tiếng Yupik (miền trung Siberia) (Yupigestun, Akuzipik, Yupik Siberia, Eskimo Yupik Siberia, Eskimo Yupik Trung Siberia, Yupik Đảo St. Lawrence, Yuit, Eskimo Châu Á, Jupigyt, Yupihyt, Yupik Eo biển Bering): được nói bởi đa số người Yupik ở Viễn Đông Nga và bởi người dân trên đảo St. Lawrence, Alaska. Hầu hết 1.000 người Yupik trên đảo St. Lawrence vẫn nói được phương ngữ St. Lawrence của ngôn ngữ này. Khoảng 300 trong số 1.000 người Yupik Siberia ở Nga vẫn nói được phương ngữ Chaplino của ngôn ngữ này.
3. Tiếng Yup'ik (miền trung Alaska) (Yup'ik miền trung, Yup'ik, tiếng Eskimo miền tây Alaska): được nói trên lục địa Alaska từ Norton Sound xuống Bán đảo Alaska và trên một số hòn đảo như Đảo Nunivak. Tên của ngôn ngữ này được viết là Yup'ik, với dấu nháy đơn biểu thị 'p' kéo dài theo cách phát âm của Yupik; tất cả các ngôn ngữ khác được viết là Yupik, nhưng tất cả đều được phát âm giống nhau. Trong số khoảng 21.000 người Yup'ik Trung Alaska, khoảng 13.000 vẫn nói ngôn ngữ này. Có một số phương ngữ của tiếng Yup'ik Trung Alaska. Phương ngữ lớn nhất, Yup'ik Trung đại chúng hoặc Yugtun, được nói ở khu vực sông Yukon, đảo Nelson, sông Kuskokwim và khu vực vịnh Bristol. Có ba phương ngữ Yup'ik Trung Alaska khác: Norton Sound, Hooper Bay/Chevak và Đảo Nunivak (được gọi là Cup'ik hoặc Cup'ig). Các phương ngữ khác nhau về cách phát âm và từ vựng. Trong phương ngữ Yup'ik Trung đại chúng, có các phân nhóm địa lý khác nhau chủ yếu ở các lựa chọn từ.
4. Tiếng Alutiiq (Supik,[3] Sugpiaq, Pacific Bay Yupik, Pacific Yupik hoặc Chugach): được nói ở bán đảo Alaska về phía đông tới Prince William Sound. Có khoảng 3.000 người Alutiiq, nhưng chỉ 500 - 1.000 người còn nói ngôn ngữ này. Phương ngữ Koniag được nói ở mạn nam bán đảo Alaska và trên đảo Kodiak. Phương ngữ Chugach được nói trên Bán đảo Kenai và trong Prince William Sound.
5. Tiếng Sirenik, một ngôn ngữ chết, trước đây được nói trên Bán đảo Chukchi.

## Văn liệu
- Campbell, Lyle. (1997). American Indian languages: The historical linguistics of Native America. New York: Oxford University Press. ISBN 0-19-509427-1.
- S.A. Jacobson (1984). Yup'ik Eskimo Dictionary Alaska Native Language Center. ISBN 0-933769-21-0
- S.A. Jacobson (2000). A Practical Grammar of the Central Yup'ik Eskimo Language. Fairbanks: Alaska Native Language Center and Program. ISBN 1-55500-050-9[includes a CD with readings by Anna W. Jacobson].
- Mithun, Marianne. (1999). The languages of Native North America. Cambridge: Cambridge University Press. ISBN 0-521-23228-7 (hbk); ISBN 0-521-29875-X.
- Miyaoka, Osahito. 2012. A grammar of Central Alaskan Yupik (Cay). Berlin: de Gruyter.
- de Reuse, Willem J. (1994). Siberian Yupik Eskimo: The language and its contacts with Chukchi. Studies in indigenous languages of the Americas. Salt Lake City: University of Utah Press. ISBN 0-87480-397-7.
- "The Inuktitut Language" in Project Naming, the identification of Inuit portrayed in photographic collections at Library and Archives Canada